# حسینیه حاج مریم
حسینیه حاج مریم مربوط به دوره قاجار است و در بوشهر، خیابان انقلاب، کوی نسیم واقع شده و این اثر در تاریخ ۱۲ بهمن ۱۳۸۱ با شمارهٔ ثبت ۷۴۶۰ به‌عنوان یکی از آثار ملی ایران به ثبت رسیده است.